# Бургонь-Френ
Бургонь-Френ (фр. Bourgogne-Fresne) — муніципалітет у Франції, у регіоні Гранд-Ест, департамент Марна. Бургонь-Френ утворено 1 січня 2017 року шляхом злиття муніципалітетів Бургонь i Френ-ле-Реймс. Адміністративним центром муніципалітету є Бургонь. Населення — 1442 особи (01.01.2021).